# Haplochromis pharyngomylus
Haplochromis pharyngomylus är en fiskart som beskrevs av Regan 1929. Haplochromis pharyngomylus ingår i släktet Haplochromis och familjen Cichlidae. IUCN kategoriserar arten globalt som otillräckligt studerad. Inga underarter finns listade i Catalogue of Life.